# Мартелл (Вісконсин)
Мартелл (англ. Martell) — місто (англ. town) в США, в окрузі Пієрс штату Вісконсин. Населення — 1147 осіб (2020).

## Демографія
Згідно з переписом 2010 року, у місті мешкало 1185 осіб у 445 домогосподарствах у складі 337 родин. Було 475 помешкань
Расовий склад населення:
| - 97,5 % — білих - 0,3 % — корінних американців - 0,3 % — чорних або афроамериканців - 0,1 % — азіатів |

До двох чи більше рас належало 1,2 %. Частка іспаномовних становила 0,9 % від усіх жителів.
За віковим діапазоном населення розподілялося таким чином: 23,6 % — особи молодші 18 років, 66,4 % — особи у віці 18—64 років, 10,0 % — особи у віці 65 років та старші. Медіана віку мешканця становила 42,9 року. На 100 осіб жіночої статі у місті припадало 98,8 чоловіків;  на 100 жінок у віці від 18 років та старших — 102,5 чоловіків також старших 18 років.
Середній дохід на одне домашнє господарство  становив 77 001 долар США (медіана — 67 788), а середній дохід на одну сім'ю — 91 418 доларів (медіана — 83 654). Медіана доходів становила 51 250 доларів для чоловіків та 43 889 доларів для жінок. За межею бідності перебувало 3,3 % осіб, у тому числі 2,5 % дітей у віці до 18 років та 1,5 % осіб у віці 65 років та старших.
Цивільне працевлаштоване населення становило 551 особа. Основні галузі зайнятості: освіта, охорона здоров'я та соціальна допомога — 20,7 %, виробництво — 20,3 %, будівництво — 10,0 %, роздрібна торгівля — 9,6 %.